# مقاطعة جامعة الدول العربية لإسرائيل
مقاطعة جامعة الدول العربية لإسرائيل هي جهود منهجية من قبل جامعة الدول العربية لعزل إسرائيل اقتصادياً وذلك لمنع الدول العربية وثني الدول الأخرى غير العربية عن دعم إسرائيل اقتصادياً وعسكرياً. وتاريخياً، تعد المقاطعة أحد الوسائل المتبعة للحد من هجرة الإسرائيليين إلى المنطقة العربية.
بدأت المقاطعة على نطاق ضيق ضد المؤسسات الصهيونية والتجارة اليهودية قبل إعلان دولة إسرائيل، ولكن المقاطعة الرسمية المنظمة جاءت عن طريق جامعة الدول العربية بعد حرب 1948. تنفيذ هذه المقاطعة اختلف من دولة لأخرى من الدول العربية، فبعض الدول العربية لم تستمر بهذه المقاطعة.

## التاريخ

### محاولات المقاطعة في فلسطين الانتدابية
بدأت المقاطعة العربية للمصالح اليهودية في 1922، أي قبل 26 سنة من إعلان قيام دولة إسرائيل. المقاطعة الأصلية كانت تنبذ التعامل مع أي تجارة مملوكة من قبل اليهود خلال فترة الانتداب البريطاني على فلسطين. العرب الفلسطينيون الذين «يتم اكتشاف نقضهم للمقاطعة... يتعرضون للهجوم من قبل إخوتهم ويتم تخريب بضائعهم» وذلك خلال ثورة البراق في القدس عام 1929. مقاطعة أخرى أشد فرضت على التجارة اليهودية بعد الثورة وطالبت من كل العرب في المنطقة للالتزام بشروطها. اللجنة العربية التنفيذية للبرلمان السوري - الفلسطيني نادت بمقاطعة التجار اليهود في 1922 و 1934، واتحاد العمال العرب نفذها. في عام 1936، القيادية الفلسطينية العربية نادت بمقاطعة أخرى وهددت غير الملتزمين بها بالعنف، ولكن هذه المقاطعة كانت غير ناجحة إذ أن اليهود كانوا متغلغلين في المجتمع الفلسطيني آنذاك من خلال المحامين والأطباء والمستشفيات.
وفي محاولة لعزل المجتمع اليهودي اقتصادياً، في 2 ديسمبر من عام 1945، مجلس الدول العربية أعلن مقاطعة رسمية للبضائع اليهودية واعتبرها غير مرغوب فيها داخل الدول العربية وطالب كل المؤسسات والمنظمات والتجار والأفراد العرب برفض التعامل بالبضائع الصهيونية أو توزيعها أو استهلاكها. التبرير الرسمي للمقاطعة كان لدعم الفلسطينيين العرب ضد الصهيونيين، ولكن عملياً الدول العربية استخدمت المقاطعة لمنع البضائع اليهودية من دخول الأراضي العربية وبالتالي تضعيف الاقتصادات المحلية. ومع أن المقاطعة الرسمية كانت ضد الصهيونيين، إلا أن البضائع الفلسطينية كانت مقاطعة أيضاً مما أدى إلى شكاوي من الفلسطينيين العرب للجنة العليا العربية ولجامعة الدول العربية كما أن اليهود اشتكوا للبريطانيين من هذه المقاطعة، لكن دون أي نتائج تذكر.

### المقاطعة المنظمة لإسرائيل
رسمياً، مقاطعة جامعة الدول العربية لإسرائيل تغطي ثلاثة جهات:
- البضائع والخدمات المصدرة من إسرائيل (تُسمى بالمقاطعة من الدرجة الأولى ولا تزال مطبقة في عدد من الدول العربية).
- الشركات غير العربية التي تتعامل مع إسرائيل (تُسمى بالمقاطعة من الدرجة الثانية).
- الشركات التي تشحن بضائعها من خلال المنافذ الإسرائيلية (تُسمى بالمقاطعة من الدرجة الثالثة).

في مرحلة ما نُفذت هذه المقاطعة من كافة الدول العربية. ولكن اليوم، فقط لبنان وسوريا هما من يطبقانها تماماً.وتتم هذه المقاطعة بإشراف مكتب خاص من جامعة الدول العربية يسمى بـ «مكتب المقاطعة المركزي» وله فرع في كل دولة من الدول العربية المشاركة. يتخذ هذا المكتب مقره الأساسي في دمشق ولكن في الفترة ما بين 1993 وحتى 2002 لم تجتمع الهيئة المنظمة بسبب عدم اكتمال النصاب القانوني.
هددت المقاطعة من الدرجة الثانية الشركات غير العربية بـ «عدم الاستثمار في إسرائيل أو بناء المصانع أو منح الامتيازات أو أي نوع من أنواع التعاون غير التجاري. وإلا فإن الشركات غير الملتزمة بتعليمات المقاطعة ستتضمن في القائمة السوداء.» كما أن أي منتجات لفنانين أجانب، صناع السينما أو الموسيقيين يتم مقاطعتها إذا تم اعتبارها قريبة من إسرائيل.

### ضعف المقاطعة

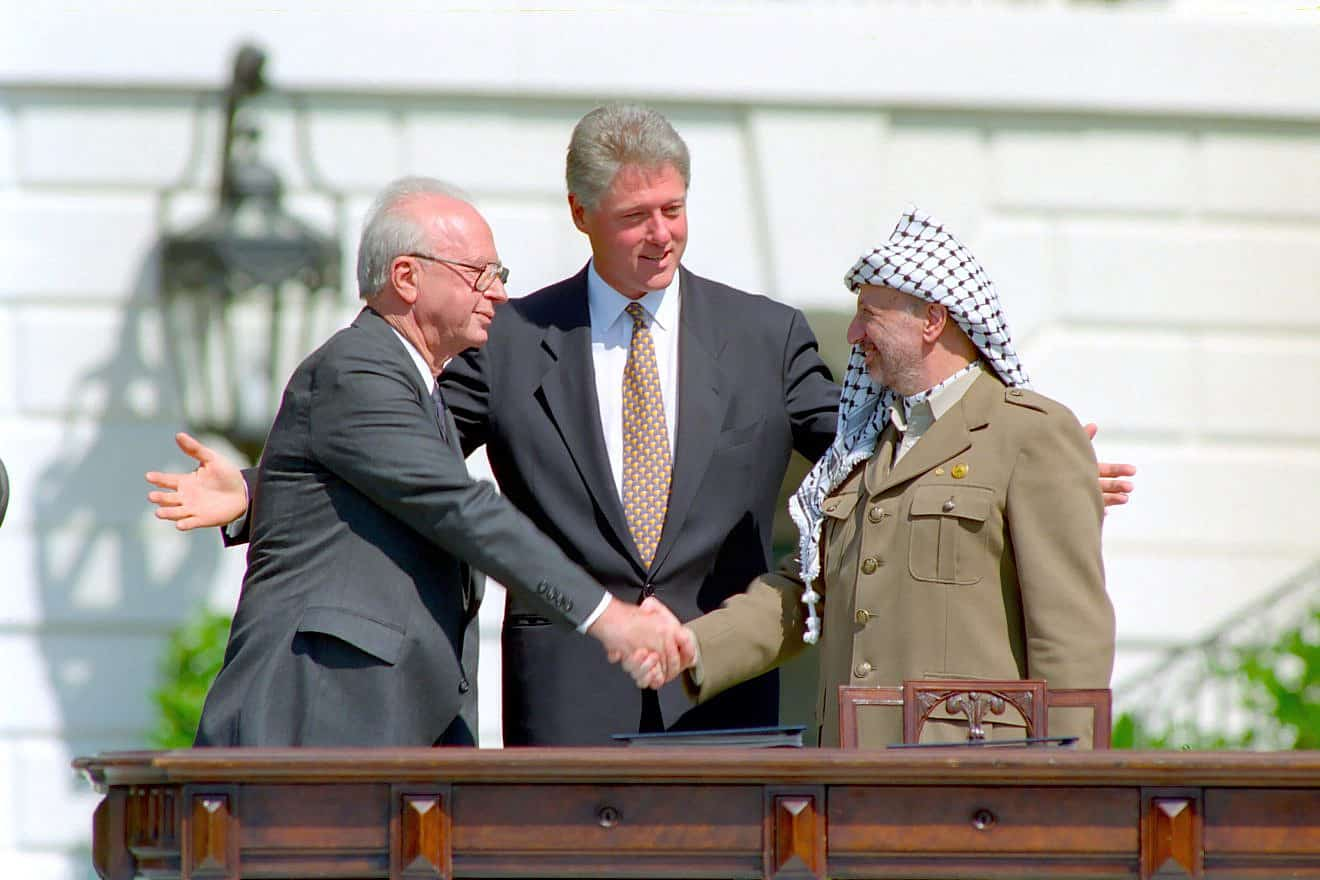
في أعقاب اتفاقات أوسلو للسلام، أنهى مجلس التعاون لدول الخليج العربية مشاركته في المقاطعة العربية من الدرجة الثانية والثالثة ضد إسرائيل، وأعلن أن القضاء التام على المقاطعة خطوة ضرورية للسلام والتنمية الاقتصادية في المنطقة.

في السبعينيات، تزعمت اللجنة الأمريكية اليهودية المحاولات لتمرير تشريع جديد ضد مقاطعة الدول العربية لإسرائيل.
في 1977، مرر الكونغرس الأمريكي التشريع ووقعه الرئيس جيمي كارتر ووفقاً لهذا التشريع فإن غرامات تفرض على الشركات الأمريكية التي تتعاون مع المقاطعة. ولمراقبة تطبيق هذا القانون، تم إنشاء مكتب خاص سمي بـ «مكتب الامتثال ضد المقاطعة» كجزء من وزارة التجارة الأمريكية. ورغم الغرامات، إلا أن شركات أمريكية (مثل ماكدونالدز) فضلت دفع الغرامة على أن تخالف المقاطعة وتخسر عملها في المنطقة العربية.
كانت مصر أول دولة تتخلى عن المقاطعة، وفعلت ذلك في عام 1980 بعد توقيعها على معاهدة للسلام مع إسرائيل في العام الماضي. ومنذ عام 1950، وبصورة متسقة تقريبا مع ممارسة الاستيلاء على البضائع المتجهة إلى إسرائيل، تم فتح مضيق تيران وخليج العقبة أمام التجارة الإسرائيلية وذهب الشحن الإسرائيلي بدون مضايقة لأول مرة منذ عقود. وبعد ذلك، أصبحت مصر مقصدا مناسبا لتهريب السلع الإسرائيلية إلى بقية العالم العربي، حيث يمكن أن تستورد السلع الإسرائيلية قانونيا في مصر، وإعادة تسميتها كمصرية للتجارة مع البلدان العربية الأخرى، على الرغم من أن المعاهدة قد أدت إلى أن تصبح البلدان العربية الأخرى أكثر ارتياباً في المنتجات المصرية. وبحلول أواخر الثمانينات، ثبت نجاح التدابير الإسرائيلية المضادة ضد المقاطعة، ويقدر مكتب المقاطعة أن ما يتراوح بين 750 مليون دولار و1 مليار دولار من السلع الإسرائيلية، أو نحو 10 في المائة من صادرات إسرائيل في ذلك الوقت، تصل إلى الأسواق العربية في السنة.
في عام 1995، بعد عام من التوقيع على معاهدة سلام مع إسرائيل، رفع الأردن مقاطعته. وبالمثل، وافقت السلطة الفلسطينية على عدم الامتثال للمقاطعة في ذلك العام نفسه. وفي عام 1994، ألغت الدول الخليجية المقاطعة من الدرجتين الثانية والثالثة. وشهدت هذه الفترة أيضا «علاقات دبلوماسية منخفضة المستوى» بين إسرائيل والمغرب وموريتانيا وعمان وقطر. اليوم، معظم الدول العربية ما عدا سوريا لا تطبق المقاطعة بدرجتيها الثانية والثالثة مع أن كوكا كولا بات موجوداً اليوم في سوريا. ومع ضعف المقاطعة في نهاية الثمانينات وبداية التسعينات، إلا أن عدد من الشركات التي قاطعت الأسواق الإسرائيلية أصبحت موجودة الآن مثل ماكدونالدز، تويوتا ونستليه.
وبالرغم من أنها دولة غير عربية، إلا أن إيران تحاول تطبيق المقاطعة بالدرجتين الثانية والثالثة.

### الأحداث الأخيرة
خلال انتفاضة الأقصى كانت هناك مطالبات بتجديد المقاطعة وتم عقد اجتماع من قبل مجلس المقاطعة ولكن هذه الاجتماعات انتهت بلا نتائج. في عام 2005 وبعد خطة فك الارتباط الأحادية الإسرائيلية، أعلنت البحرين انسحابها التام من المقاطعة. انسحاب البحرين من المقاطعة كان في محاولة لتسهيل الموافقة على اتفاقيات التجارة الحرة بين البحرين وأمريكا. القرار بالانسحاب من المقاطعة تسبب في انتقادات شديدة من الشعب البحريني وفي أكتوبر من العام ذاته صوت البرلمان البحريني قراراً غير ملزم يطالب البحرين بالمشاركة في المقاطعة.
في 2005، أعلنت السعودية نهاية مقاطعتها للبضائع والخدمات الإسرائيلية، وذلك ضمن طلبها في الدخول لـمنظمة التجارة العالمية، حيث يُمنع فيها مقاطعة دولة لتجارة الأخرى من أعضاء المنظمة. ولكن في صيف 2006، أعلنت السعودية عدم إنهاء المقاطعة.

في 16 مايو 2006، بعد مؤتمر دام 4 أيام في دمشق لمكتب المقاطعة، صرح «مصدر مقرب» بأن «معظم الدول العربية تتهرب من المقاطعة، وبالأخص دول الخليج والسعودية... المقاطعة تراجعت كثيراً، واقتربت من الانهيار... يجب أن لا نكذب على بعضنا البعض، لأن المقاطعة شبه... مشلولة.»
ولكن تقرير في جريدة القدس أشار إلى أن العديد من الدول والمنظمات ما يزالون يطبقون بعض جوانب المقاطعة بما في ذلك الإمارات العربية المتحدة وموانئ دبي العالمية وكذلك عمان.
في 2018 تم حذف نظام مقاطعة إسرائيل من موقع هيئة الخبراء بمجلس الوزراء السعودي المختص بحفظ الأنظمة المعمول بها في المملكة العربية السعودية ومن موقع وزارة التجارة (السعودية)
منذ 2019 تسمح المملكة العربية السعودية لحاملي الجنسية الاسرائيلية بالدخول إلى المملكة في زيارات رسمية أو تجارية أو سياحية ترفيهية
في يوليو 2022 ألغت المملكة العربية السعودية الحظرعلى الطائرات المدنية الاسرائيلية من العبور عبر المجال الجوي السعودي

### المقاطعة المعاصرة
اليوم، فإن معظم الدول العربية، سوريا هي الاستثناء، لم تعد تحاول إنفاذ المقاطعة الثانية أو الثالثة. إن سوريا ولبنان وإيران (وإن لم تكن دولة عربية) هي الدول الوحيدة التي تعمل بنشاط على المقاطعة الرئيسية. وأصبح مكتب المقاطعة المركزي عتيقا. ومع استفادة الغالبية العظمى من الدول العربية من التجارة مع إسرائيل، أصبحت أية «مقاطعة» ذات طابع رمزي، مقتصرة على الإهانات البيروقراطية مثل القيود المفروضة على جوازات السفر.
تأسست حركة المقاطعة وسحب الاستثمارات وفرض العقوبات (بي دي إس) في عام 2005 في محاولة لزيادة الضغط الاقتصادي والسياسي على إسرائيل وتدعو إلى مقاطعة دولية كلية للمنتجات الإسرائيلية، وتصفية الاستثمارات في إسرائيل، وفرض العقوبات. وإلى جانب التدابير الاقتصادية المعادية لإسرائيل، تسعى حركة بي دي إس أيضا إلى تعطيل المبادلات الثقافية والأعمال التجارية التي تشارك فيها إسرائيل والإسرائيليون والأعمال التجارية التي تتعامل معهم. وبالإضافة إلى ذلك، تواصل الفرق الرياضية من مختلف الدول العربية مقاطعة المباريات الدولية عندما يتم سحبها ضد فريق إسرائيلي، واختيار خسارة المباراة بدلا من ذلك.

### قيود السفر
بالإضافة إلى البضائع والشركات، ترفض عدد من الدول العربية دخول أي شخص حامل للجواز الإسرائيلي أو يحمل جوازه أي ختم إسرائيلي، سواء كان ختم التأشيرة أم ختم دخول أو خروج من إسرائيل، إلى أراضيها. وكذلك تمنع دخول أي شخص يحمل جوازه ختم لدولة أخرى يشير إلى دخوله إلى إسرائيل، مثل الختم المصري للخروج المستخدم على أي جواز في معبر طابا، فهذا يشير إلى أن الشخص دخل إسرائيل.
الدول التي لا تقبل الجوازات الإسرائيلية

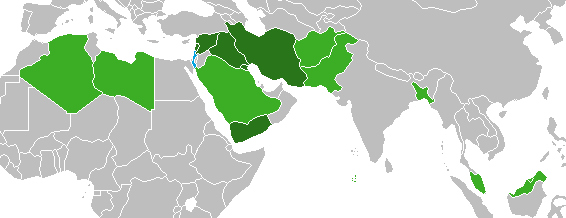
المفتاح:
إسرائيل
الدول التي ترفض الجواز الإسرائيلي
الدول التي ترفض الجواز الإسرائيلي أو أي جواز يحمل الختم أو التأشيرة الإسرائيلية

| البلد                         | مواطني إسرائيل                                           | طوابع إسرائيلية أو أية إشارة أخرى إلى وجود صلة بإسرائيل |
| ----------------------------- | -------------------------------------------------------- | ------------------------------------------------------- |
| الجزائر                       | رفض الدخول                                               | غ/م                                                     |
| بنغلاديش                      | رفض الدخول                                               | غ/م                                                     |
| بروناي                        | رفض الدخول                                               | غ/م                                                     |
| جيبوتي                        | رفض الدخول أحيانا                                        | غ/م                                                     |
| إيران                         | رفض الدخول                                               | رفض الدخول أحيانا                                       |
| العراق باستثناء إقليم كردستان | رفض الدخول                                               | رفض الدخول                                              |
| الكويت                        | رفض الدخول                                               | رفض الدخول أحيانا                                       |
| لبنان                         | رفض الدخول                                               | رفض الدخول                                              |
| ليبيا                         | رفض الدخول                                               | رفض الدخول                                              |
| ماليزيا                       | رفض الدخول ما لم تكن هناك رسالة موافقة من وزارة الداخلية | غ/م                                                     |
| عمان                          | رفض الدخول                                               | رفض الدخول أحيانا                                       |
| باكستان                       | رفض الدخول                                               | غ/م                                                     |
| قطر                           | غ/م                                                      | رفض الدخول أحيانا                                       |
| السعودية                      | يسمح بالدخول احيانا                                      | يسمح بالدخول احيانا                                     |
| السودان                       | رفض الدخول                                               | رفض الدخول                                              |
| سوريا                         | رفض الدخول                                               | رفض الدخول                                              |
| اليمن                         | رفض الدخول                                               | رفض الدخول                                              |

## آثار المقاطعة

### الآثار الاقتصادية
بالرغم من أنه من الصعب تحديد مدى التأثير الاقتصادي للمقاطعة على إسرائيل، يبقى من الصعب القول بأن التأثير كان بحجم القوة التي نواها العرب. فقد كان أداء الاقتصاد الإسرائيلي جيداً منذ 1948، محققاً نسبة ناتج محلي إجمالي أعلى من كل الدولة العربية ما عدا الدول العربية النفطية مثل البحرين، الكويت، الإمارات العربية المتحدة وقطر. لكن مع هذا آذت المقاطعة إسرائيل إلى حد ما. وتقدر الغرفة التجارية الإسرائيلية أن الصادرات الإسرائيلية أقل بـ 10% مما هو مفترض أن تكون عليه دون المقاطعة.
وكذلك الدول العربية تعاني من المقاطعة أيضاً. ففي تقرير أجرته مجموعة Strategic Foresight Group في الشرق الأوسط، تقدر خسارة الدول العربية للصادرات إلى إسرائيل في الفترة ما بين 2000-2010 بـ 10 مليارات دولار. إضافة إلى ذلك فإن دول الخليج العربي وإيران تقدر خسارتها بـ 30 مليار دولار بسبب عدم تصدير النفط لإسرائيل في النصف الثاني من القرن.
وبسبب هذه المقاطعة، فإن بعض البضائع الشهيرة مثل بيبسي، ماكدونالدز ومعظم السيارات اليابانية لم تكن موجودة في إسرائيل إلا بعد ضعف المقاطعة في نهاية الثمانينيات. وكانت هذه الوضعية المشابهة موجودة في عدد من الدول العربية التي قاطعت الشركات التي تبيع منتجاتها في إسرائيل كما هو الحال مع كوكا كولا.
وبالرغم من المقاطعة، ما زالت البضائع الإسرائيلية تصل إلى الدول العربية حيث يتم إرسالها إلى بلد ثالث ومن ثم إعادة شحنها إلى الدول العربية. وتُعد قبرص أبرز محطة من محطات إعادة الشحن. وفي 2001، استوردت قبرص بضائع إسرائيلية بـ 164 مليون دولار ولكنها صدرت لإسرائيل بضائع بـ 27.5 مليون فقط ويعتقد أن هذا الفائض بين الوارد والصادر انتهى به المطاف في الدول العربية. كما أنه وبطبيعة الحال فإن البضائع الإسرائيلية غير مقاطعة داخل الأراضي الفلسطينية.

### ردات الفعل الأجنبية على المقاطعة
الولايات المتحدة الأمريكية تبنت تشريعين ضد المقاطعة حاولت من خلالها منع مشاركة المواطنين الأمريكيين في المقاطعات الاقتصادية. هذين القانونين هما تعديل 1977 على قانون إدارة الصادرات وتعديل ريبيكوف على قانون الضرائب. هذه الأحكام تنطبق على جميع المواطنين الأمريكيين الأفراد والشركات الأمريكية وشركائها الأجانب، وهي بهذا تمنعهم من المشاركة في أي مقاطعة ضد أي دولة أخرى وتعاقبهم بغرامات تصل إلى 50 ألف دولار أو غرامة بـ 5 أضعاف مبلغ الصادرات أو السجن لـ 10 سنوات.
التصرفات الخاضعة للعقوبات تحت هذه القوانين هي:
- الموافقة على الرفض أو الرفض الفعلي للتبادل التجاري مع إسرائيل أو مع الشركات المتضمنة في القائمة السوداء.
- الموافقة على التمييز أو التمييز الفعلي ضد أشخاص آخرين بناءً على العرق، الدين، الجنس، البلد الأصلي أو الجنسية.
- الموافقة على تزويد أو التزويد الفعلي بمعلومات عن العلاقات التجارية مع إسرائيل أو الشركات المتضمنة في القائمة السوداء.
  - الموافقة على تزويد أو التزويد الفعلي بمعلومات عن العرق، الدين، الجنس أو البلد الأصلي لشخص آخر.

من الدول الغربية الأخرى، فقط المملكة المتحدة لم تقم بتمرير تشريع ضد المقاطعة العربية. ومع هذا، عدد من الشركات الغربية ساهمت بشكل ما مع المقاطعة.
اليابان كانت الدولة الصناعية الأكثر مساهمة بالمقاطعة، ولهذا فإن العلاقات اليابانية - الإسرائيلية كانت محدودة حتى التسعينات.